# Wiadomości Matematyczne
Wiadomości Matematyczne (Roczniki Polskiego Towarzystwa Matematycznego Seria II) – czasopismo wydawane przez Polskie Towarzystwo Matematyczne. Jest ono kontynuacją czasopisma (o tym samym tytule) założonego przez Samuela Dicksteina.

## Tematyka
„Wiadomości Matematyczne” poświęcone są wszystkim aspektom matematyki i ludzi z nią związanych. Prezentują publikacje przeglądowe, popularyzatorskie i historyczne, a także informacje o wydarzeniach naukowych, zjazdach, konferencjach i matematykach. Publikowane są również recenzje książek matematycznych.

## Historia
Samuel Dickstein wydał 47 tomów czasopisma „Wiadomości Matematyczne” w latach 1897–1939. Po wojnie czasopismo zostało reaktywowane w 1955 przez PTM jako jeden z dwóch roczników Towarzystwa. W roku 2012 został wydany tom specjalny w języku angielskim, wydany z okazji 6 ECM (6 Europejskiego Kongresu Matematycznego w Krakowie. Główną część tego tomu stanowiły artykuły o polskiej matematyce i polskich matematykach, napisane w większości przez wybitnych uczonych z zagranicy.